# Щербаченко Марія Захарівна
Марі́я Заха́рівна Щербаче́нко (14 лютого 1922 — 23 листопада 2016) — Герой Радянського Союзу (1943), у роки німецько-радянської війни санітарка 1-ї стрілецької роти 835-го стрілецького полку 237-ї стрілецької дивізії 40-ї армії Воронезького фронту (з 20 жовтня 1943 — 1-й Український фронт).

## Біографія
Народилася 14 лютого 1922 року на хуторі Нежданівка (тепер село Охрімівка Вовчанського району Харківської області) в селянській родині. Українка.
У віці десяти років залишилася сиротою, вихованням опікувався старший брат; закінчила семирічку та бухгалтерські курси. З 1937 року працювала у колгоспі «Шлях Ілліча» помічником бухгалтера.
З початком Другої світової війни залишилась у рідному селі, перебувала на тимчасово окупованій німцями території. У березні 1943 року призвана Вовчанським РВК й зарахована на курси санітарок при Самаркандському медичному училищі. У лавах РСЧА з 23 червня 1943 року.
Особливо відзначилась під час форсування Дніпра. У ніч на 24 вересня 1943 року в складі десанту однією з перших форсувала річку Дніпро поблизу села Гребені Кагарлицького району. В боях за десять днів винесла на собі та надала першу медичну допомогу ста дванадцяти пораненим бійцям.
По закінченні війни демобілізована як старшина медичної служби, вчилася у Ташкентській юридичній школі, де вона вчилася до 1948 року.
У 1948 році переїхала з чоловіком до Харкова.
У 1948—1956 роках — жила у Харкові.
У 1956—1960 роках — жила у Луганську.
У 1960—1962 роках — жила у Чернігові.
З 1962 року проживала у Києві.
До пенсії працювала юристом.
Померла 23 листопада 2016 року у Києві.

## Нагороди
Указом Президії Верховної Ради СРСР від 23 жовтня 1943 року Щербаченко Марії Захарівні присвоєне звання Героя Радянського Союзу з врученням ордена Леніна і медалі «Золота Зірка» (№ 1073).
Також нагороджена українським орденом Богдана Хмельницького та радянським орденом Вітчизняної війни 1-го ступеня (06.04.1985), медалями.
У 1973 році Міжнародний комітет Червоного Хреста «за милосердя, героїзм і звитягу, проявлені нею під час порятунку тяжкопоранених на полі бою» нагородив медаллю імені Флоренс Найтінгейл.

## Почесні звання
Почесна громадянка міст Київ (25.05.2000), Ржищів, Яготин (22.09.1994), села Гребені.
Центральний військовий госпіталь № 407 Чернігова зарахував її почесним солдатом.

### Мапа почесних звань
- більшого розміру — міста (з підписом, якщо населення понад 25 тис. осіб);
- меншого розміру — села, селища і смт